# Bernwiller
Bernwiller település Franciaországban, Haut-Rhin megyében. Lakosainak száma 710 fő (2018. január 1.). Bernwiller Burnhaupt-le-Bas, Balschwiller, Saint-Bernard, Galfingue, Gildwiller, Heimsbrunn és Spechbach községekkel határos.

## Népesség
A település népességének változása:
| Lakosok száma | 673  | 687  | 705  | 710  |
|               | 2013 | 2015 | 2017 | 2018 |